# Droga wojewódzka 158
Die Droga wojewódzka 158 (DW 158) ist eine 50 Kilometer lange Droga wojewódzka (Woiwodschaftsstraße) in der polnischen Woiwodschaft Lebus, die Gorzów Wielkopolski mit Drezdenko verbindet. Die Straße liegt in der kreisfreien Stadt Gorzów Wielkopolski, im Powiat Gorzowski und im Powiat Strzelecko-Drezdenecki.

## Straßenverlauf
Woiwodschaft Lebus, Powiat Strzelecko-Drezdenecki
-  Kreisverkehr, Gorzów Wielkopolski (Landsberg an der Warthe) (DK 22)
-  Santok (Zantoch)
-  Brücke (über eine Bahnstrecke)
-  Nowe Polichno (Pollychener Hölländer) (DW 159)
-  Goszczanowo (Guscht) (DW 157)
-  Trzebicz (Trebitsch) (DW 154)
-  Drezdenko (Driesen) (DW 160)